# Agriculture en France

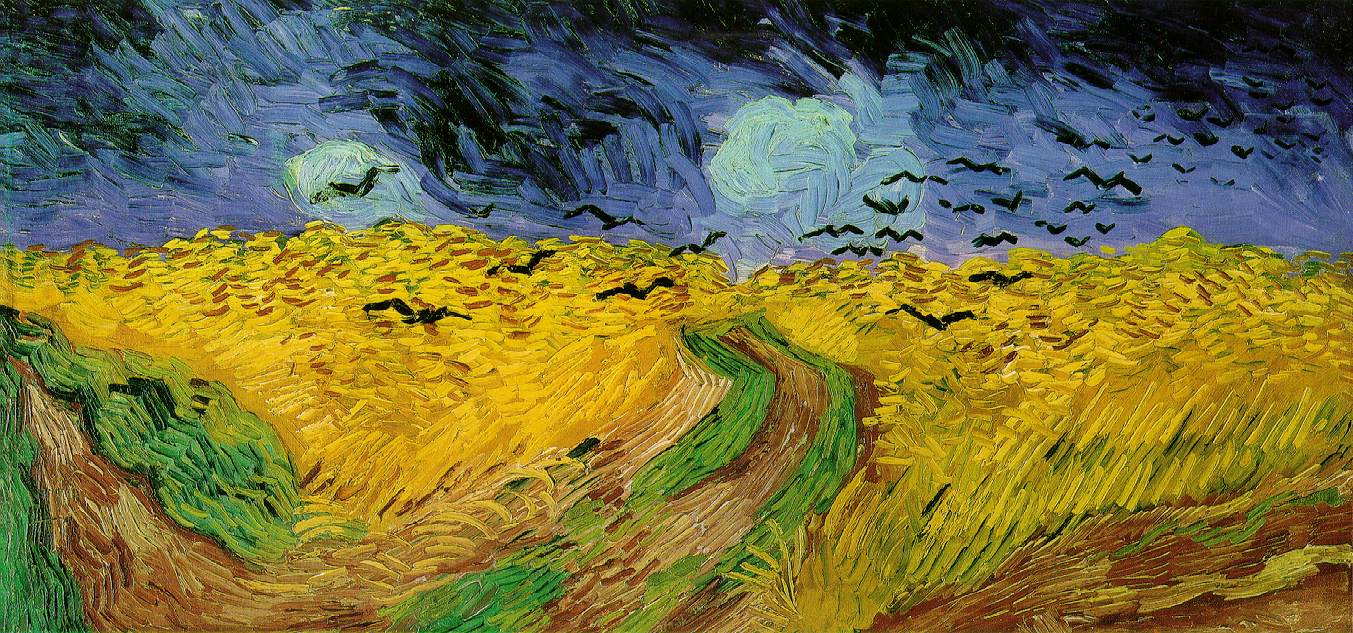
Champ de blé aux corbeaux, Van Gogh, 1890 (peint à Auvers-sur-Oise; musée Van Gogh, Amsterdam).

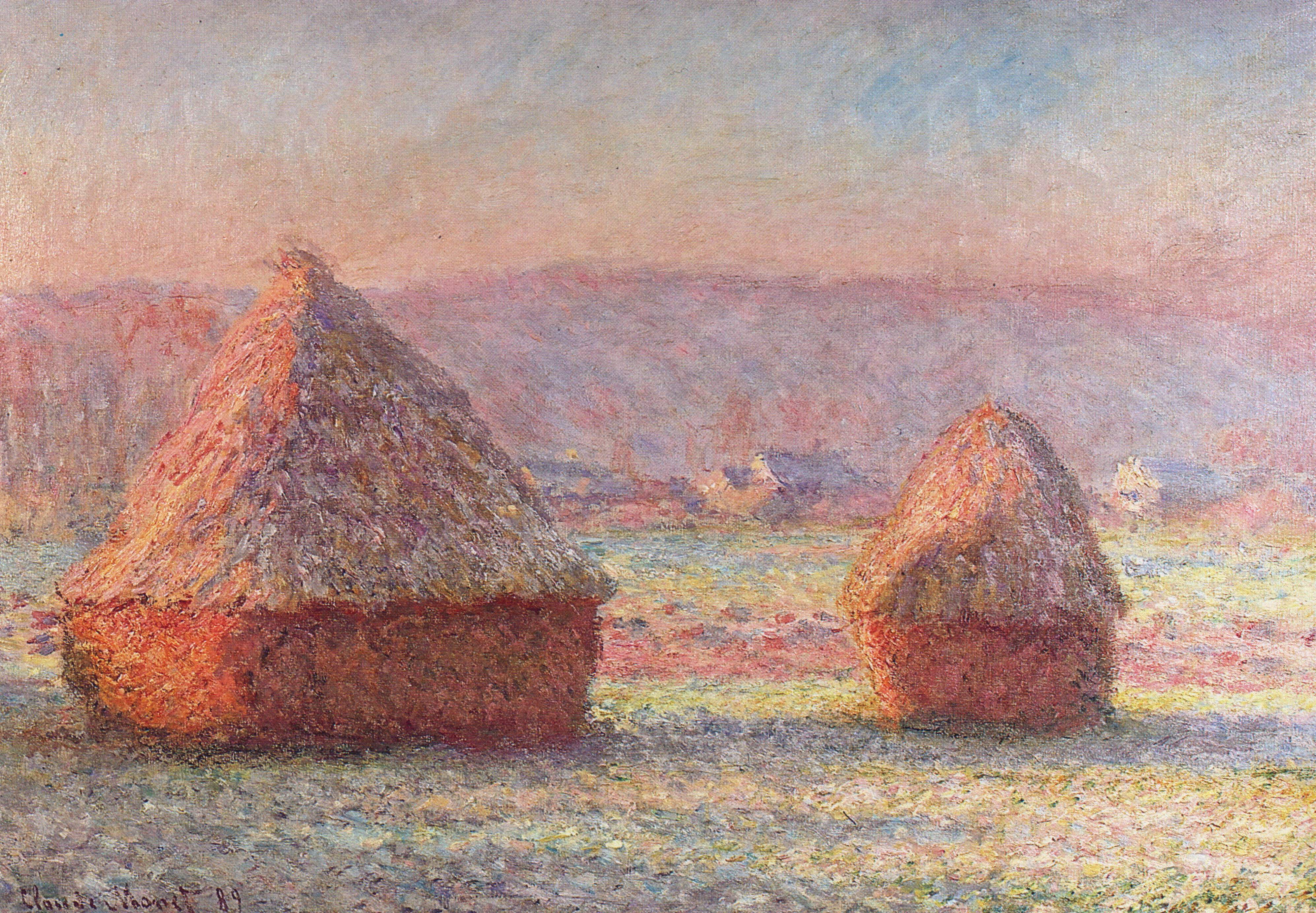
Meules de foin, peintes par Claude Monet vers 1885-86 (Hill-Stead Museum, Connecticut).

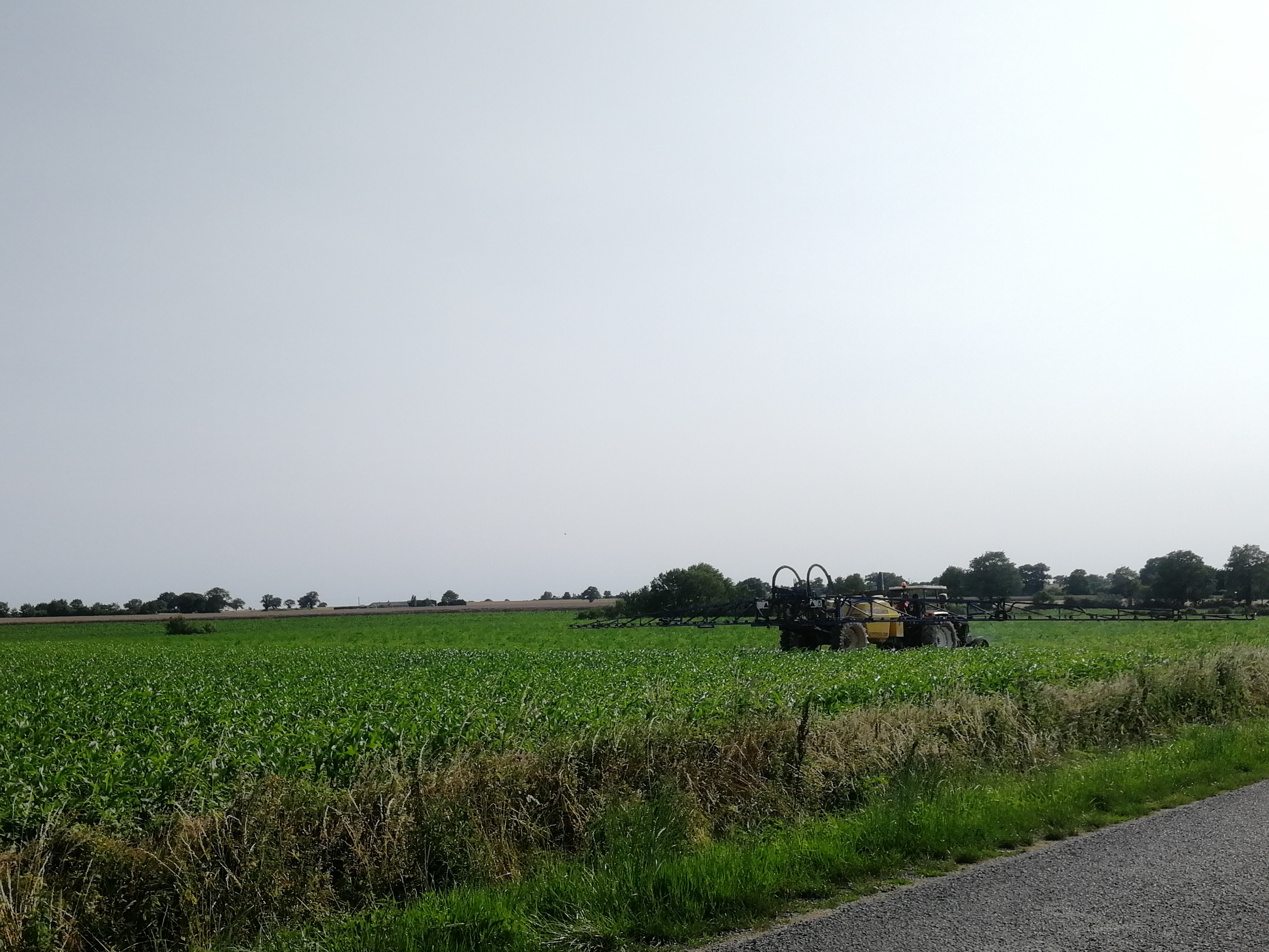
Pulvérisateur dans un champ de maïs en Gironde

L’agriculture de la France métropolitaine bénéficie d'une surface agricole utile importante (environ 1/2 hectare par habitant) et d'une situation géographique et climatique favorable, à cheval sur le 45e parallèle. Conjointement à l'aide apportée par la politique agricole commune (PAC), ces facteurs expliquent que la France soit devenue le premier pays agricole de l'Union européenne avec 18 % du produit agricole et agro-alimentaire européen. Par ailleurs, la France était, en 2011, le troisième pays exportateur mondial de produits agroalimentaires ex æquo avec le Brésil.
Les principales productions sont les céréales (blé, 1er rang européen et 5e mondial ; maïs, 8e mondial) et le sucre (7e mondial), le vin (2e, derrière l'Italie), le lait (3e mondial) et les produits laitiers, les fruits et légumes, l'élevage (notamment en Bretagne) et les produits carnés (5e mondial pour la viande bovine). Ce dernier secteur a pu souffrir de crises successives (vache folle, grippe aviaire, etc).
L'agriculture occupe 53,2 % de la surface de la France métropolitaine, et jusqu'à 75 % environ dans des régions telles que le Nord-Pas-de-Calais. Elle employait, en 2018, 410 000 personnes soit 1,5 % de la population active totale. Elle s'est modernisée dans le cadre de la PAC, réduisant sans cesse la quantité de main-d'œuvre employée. La somme des secteurs de l'agriculture, de la sylviculture, de l'agroalimentaire et de l'industrie du bois représentait, en 2003, plus de 1 800 000 personnes employées ou employeurs, générant 4,5 % du PIB français, soit un peu plus de 72 milliards d'euros. L'agriculture française bénéficie d'une grande partie des aides européennes mais le revenu agricole moyen reste faible et s'établit en moyenne à 18 300 euros en 2016,.
Selon l'ONUAA (données 2018), la France est bien située dans de nombreux palmarès mondiaux de pays agricoles : 8e producteur mondial d'abricots, le 8e producteur mondial d'artichauts, le 5e producteur mondial de blé, le 2e producteur mondial de céréales mélangées, le 6e producteur mondial de céréales entières, le 8e producteur mondial de champignons et truffes, le 1er producteur mondial de chanvre, le 8e producteur mondial de fibres de chanvre, le 9e producteur mondial de choux-fleurs et brocolis, le 4e producteur mondial de colza, le 7e producteur mondial d'épinards, le 7e producteur mondial de fèves sèches, le 7e producteur mondial de fruits à noyau, le 8e producteur mondial de graines de lin, le 9e producteur mondial de graines de tournesol, le 2e producteur mondial de haricots verts, le 8e producteur mondial de kiwis, le 1er producteur mondial de fibres et étoupes de lin, le 8e producteur mondial de maïs frais, le 9e producteur mondial de moutarde, le 10e producteur mondial de myrtilles, le 8e producteur mondial de noisettes, le 9e producteur mondial de noix, le 4e producteur mondial d'œillettes, le 2e producteur mondial d'orge commune, le 5e producteur mondial de poireaux, le 3e producteur mondial de pois frais, le 7e producteur mondial de pois secs, le 9e producteur mondial de pommes, le 8e producteur mondial de pommes de terre, le 2e producteur mondial de racines de chicorée, le 5e producteur mondial de raisins, le 3e producteur mondial de sarrasin, le 2e producteur mondial de betteraves à sucre et le 3e producteur mondial de triticales.

## Histoire

« Révolution » néolithique ou transition agricole du néolithique européen à partir du VIIe millénaire av. J.-C.. L'expansion agricole en France a impliqué un nombre important de migrants originaires du Croissant fertile, un des premiers foyers de l'agriculture.

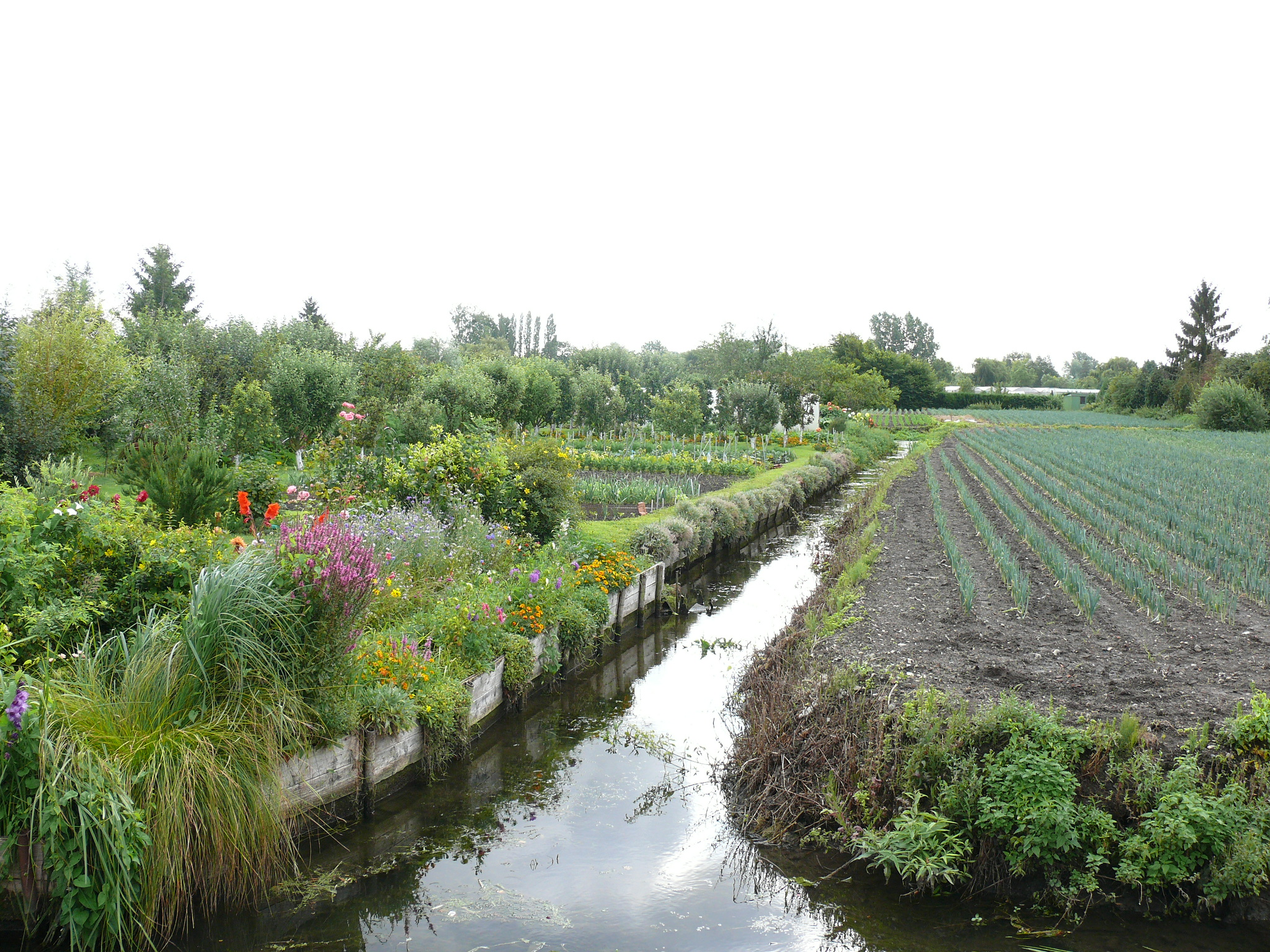
Les hortillonnages d'Amiens, qui sont de plus en plus utilisés non plus à des fins maraîchères, mais de tourisme rural.

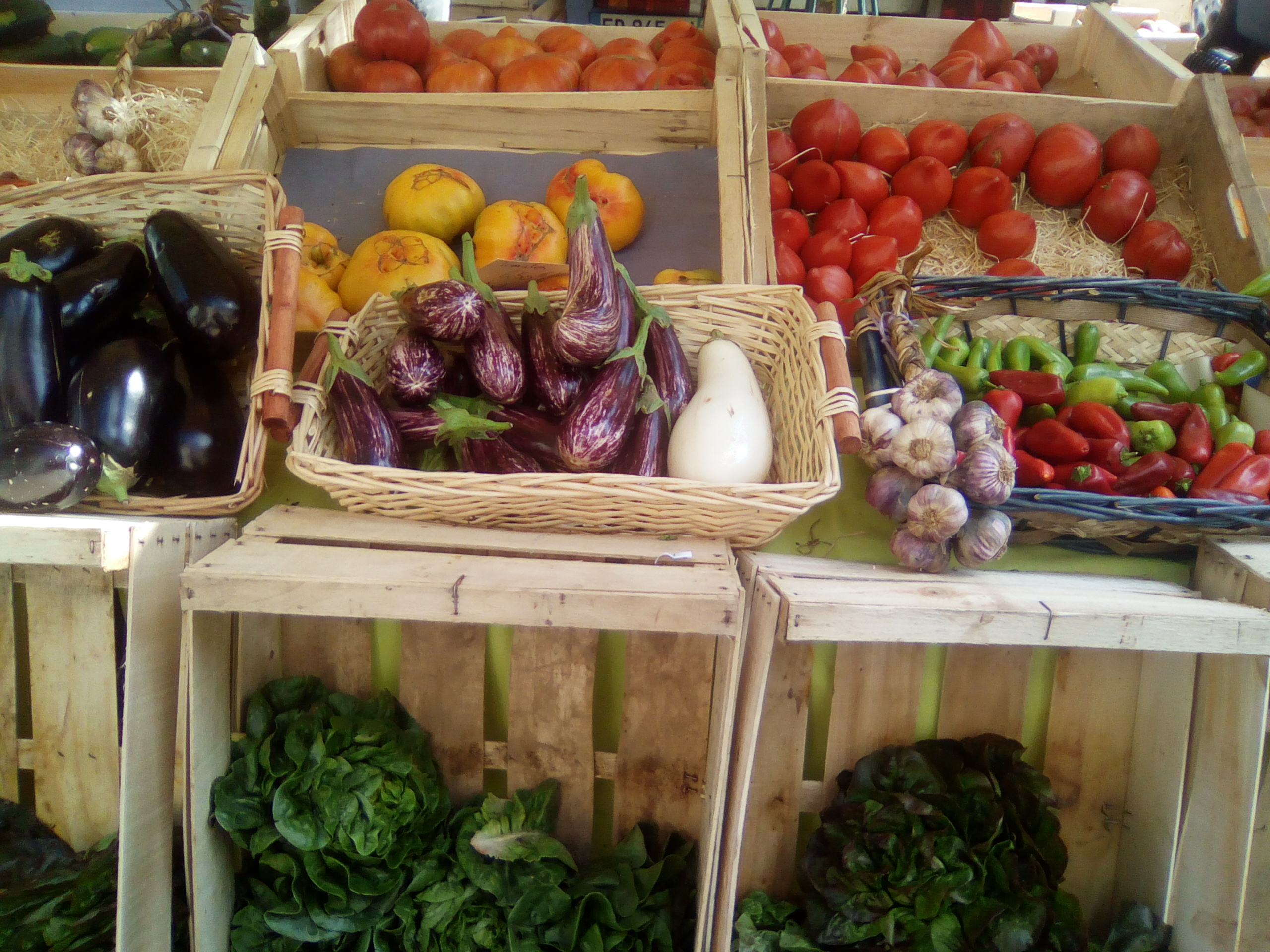
Stand de maraîcher sur un marché de petits producteurs.

La Révolution néolithique, au cours de laquelle les chasseurs-cueilleurs du Paléolithique ont laissé la place aux sédentaires qui élèvent moutons ou vaches et plantent grains de blé ou d'orge date, dans ce qui constitue le territoire actuel de la France, du Ve millénaire av. J.-C.. À partir de cette époque, le sol commence à être travaillé par l'homme et son labour, le paysage étant sujet à l'anthropisation. L'histoire des paysans s'entremêle alors à l'histoire du climat et de la végétation, la maîtrise des sols étant quasi-achevée au XIXe siècle.
La France s'est toujours distinguée par la richesse et la variété de son terroir, ce qui a significativement limité les famines dans le pays au Moyen Âge et à l'époque moderne (comparé à ses voisins, comme les îles britanniques où de nombreuses populations ont été contraintes à partir vers d'autres cieux) et stimulé la démographie française (faisant de la France le pays le plus peuplé d'Europe à l'époque moderne et ayant commencé en premier sa transition démographique au-début du XVIIIe siècle). L'autosuffisance alimentaire française est ainsi très importante, la France (l'un des pays les moins densément peuplés d'Europe, car la France a stagné démographiquement durant l'époque contemporaine à contrario de ses voisins) pourrait aujourd'hui, théoriquement, absorber plusieurs dizaines de millions d'habitants supplémentaires sans que cela ne pose problème d'un point de vue alimentaire.
De la Révolution jusqu'à la fin des Trente Glorieuses, et alors que l'ensemble du territoire devient cadastré (évolution achevée au mi-XIXe siècle), trois tendances principales caractérisent la propriété de la terre : l'augmentation progressive des prix de la terre; la concentration des exploitations autour d'unités de taille moyenne (généralement entre 10 et 50 hectares pour les terres de polyculture et d'élevage) et l'appropriation de la terre par les paysans, le faire-valoir direct l'emportant sur le métayage ou le fermage. 467 000 exploitants agricoles (20,7 %) relevaient encore du fermage (surtout dans le centre du bassin de Paris, en Haute-Normandie ou encore dans l'Ouest) ou du métayage (dans le Beaujolais ou dans des régions du Massif central) en 1955. Cette proportion passait à 14,7 % en 1970.
Selon les statistiques nationales décennales, pour la décennie 1900-1910, en moyenne annuelle, 6 548 000 hectares étaient cultivés en France métropolitaine, le reste de la SAU étant consacré aux prés et pâturages.
Après les guerres mondiales, l'agriculture devient plus industrielle et s'intensifie sur une partie croissante du territoire métropolitain et outre-mer, dans les départements algériens et les colonies.
Les échanges se mondialisent. Les consommations d'engrais chimiques et de pesticides augmentent fortement. Parallèlement, un mouvement en faveur de l'agroécologie et de l'agriculture bio apparait dans les années 1970 (voir : Histoire de l'agriculture biologique). Peu à peu, des exigences nationales et européennes de meilleure prise en compte de l'environnement sont formulées (ex : Directives biocides et pesticides, directive cadre sur l'eau, Directive Nitrates, Règlementation sur les pesticides et les OGM, Mesures agrienvironnementales) évoquées par le grenelle de l'environnement en 2007, et en France plus ou moins intégrées dans la « feuille de route » de la Conférence environnementale de septembre 2012, dans le « projet agro-écologique » du gouvernement lancé fin 2012.
Entre 1970 et 2020, 3 134 700 hectares de terres agricoles ont disparu en France, soit l'équivalent de la région PACA.

## Structure et poids économique

### Part de l'activité dans l'économie
Le poids de l'activité agricole (y compris le secteur des industries agro-alimentaires) représente 3,5 % du PIB en 2008, soit 68,8 milliards d'euros. Il s'élevait à 8 % environ en 1980.
En 2024 la valeur de la production, hors subventions, est de 89,3 milliards. Ce total se ventile en produits végétaux pour  46,5 milliards, produits animaux pour 33,9 milliards, services (production des entreprises de travaux agricoles, des coopératives d’utilisation de matériel agricole, services entre agriculteurs, agritourisme, etc) pour 7 milliards et production des jardins familiaux pour 1,9 milliard. La production est en diminution de 7,5 % par rapport à 2023, dont 4,2 % de diminution des prix et 3,4 % de diminution des volumes.
L'agriculture représente le troisième excédent commercial français après l'aéronautique et la chimie. Il est de 6,1 milliards d’euros en 2016 (soit une baisse de 2,3 milliards d’euros par rapport à 2015). Mais cet excédent tend à diminuer et la France présente en 2023 une balance commerciale agricole tout juste positive de 1,2 milliard d'euros. La diminution de l'excédent est principalement due à la dynamique des échanges intra-européens. En effet, depuis 2015, les échanges avec les pays de l'union européenne sont globalement déficitaires, tandis que la balance commerciale avec les autres pays tend à s'améliorer. À cette tendance, s'ajoute pour l'année 2023 une concurrence des produits ukrainiens, redirigés vers l'Europe, ainsi que des céréales russes qui concurrencent les exportations françaises dans le Bassin méditerranéen.

### Coût des surfaces agricoles
En 2013, l'agriculture française métropolitaine comprend 451 606 exploitations pour une surface exploitée de 28 millions hectares, soit une moyenne de 87 hectares par exploitation. Les deux tiers sont des entreprises traditionnelles unipersonnelles et un tiers ont adopté la forme de sociétés, principalement celles de l'exploitation agricole à responsabilité limitée (EARL) et du groupement agricole d'exploitation en commun (GAEC), soit respectivement 61 100 et 42 800 exploitations.
La taille moyenne des exploitations est passée de 8,74 ha en 1892 à 15,8 ha en 1963, à 28 ha en 1988, à 39 en 1995 et 61 ha en 2017 de SAU, avec des variations importantes selon la production : 87 hectares pour les grandes cultures (blé) dix hectares pour l’horticulture ou le maraîchage, 17 hectares pour la viticulture.
Le coût de la terre a doublé depuis le début des années 2000, et atteint, en 2019, 6 000 euros l'hectare en moyenne. Les prix peuvent cependant être très différents selon les régions : 17 300 euros dans les Bouches-du-Rhône, contre 2 490 en Haute-Saône. Alors même qu'un grand nombre d'agriculteurs vont partir à la retraite, ces prix empêchent certains agriculteurs de s'installer. D'après Odile Lesaule, conseillère à la chambre de l'agriculture de l'Orne :« On remarque un phénomène nouveau depuis quatre à cinq ans. Des jeunes avec un projet viable économiquement, validé par la chambre d'agriculture, n'obtiennent pas d'accord bancaire. Bien qu'ayant suivi une formation agricole, ils voient leur projet s'effondrer. » Des associations comme Terre de liens, souvent en lien avec les SAFER cherchent à les aider, mais sans disposer de forts soutiens politiques ni de moyens à l'échelle du problème.

### Main d'œuvre et emploi
Le nombre de personnes employées à titre permanent par l'agriculture en 1982 s'élevait à 1,6 million, soit 7,1% de l'emploi total en France.
En 2018, ce nombre n'est plus que de 410 000 personnes, soit moins de 2 employés pour 100 ha.
Selon une étude de l'Insee, ce chiffre continue de baisser en 2019, dépassant à peine 400 000 personnes. Ce qui veut dire que le nombre d'agriculteurs s'est divisé par 4 en 40 ans. De plus, l'étude témoigne que l'activité est de plus en plus masculine (73% d'hommes en 2019 pour 61% en 1982).
L'Aquitaine est la première région agricole (principalement végétale) en termes d'emploi : 10 % des actifs travaillent dans le secteur agricole alors que la moyenne nationale se situe autour de 4 %. L'industrie agro-alimentaire représente aussi le premier employeur industriel d'Aquitaine, avec 19 % de l'emploi industriel régional.

## Occupation des sols et du territoire
De 1982 à 2020, les terres agricoles se sont réduites de 56 à 51,8% du territoire au profit des sols artificialisés s'accroissant eux de 5,2 à 9,1% du territoire. Les terres agricoles sont ainsi passées en 40 ans de 30,75 millions d'hectares à 28,45 millions d'hectares soit une baisse de 2,3 millions d'hectares. Les zones boisées, naturelles, humides ou en eau ont gagné 200 000 hectares passant de 38,8% à 39,1% du territoire.

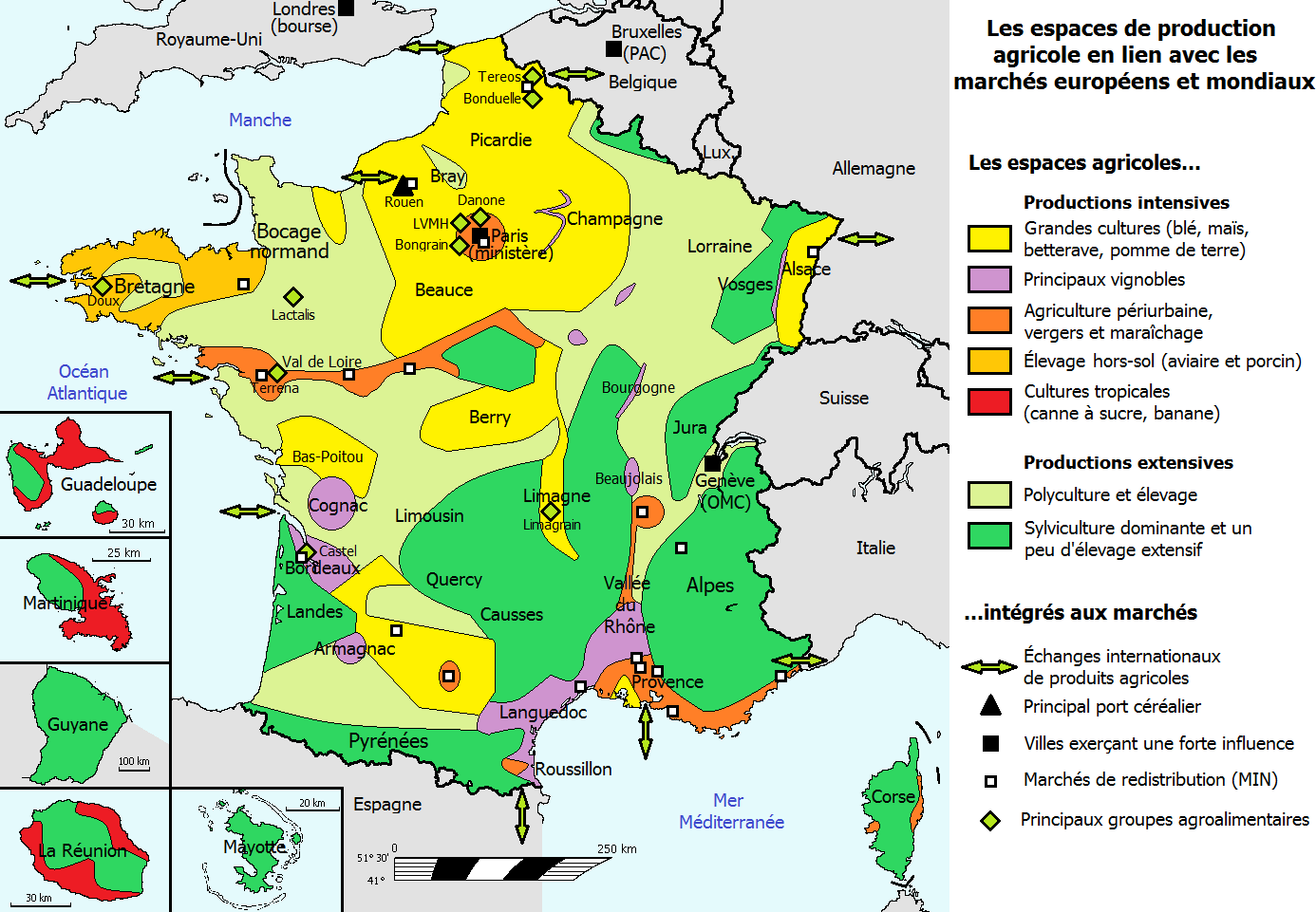
Les principaux types d'espaces de production agricole en France (métropole et DOM).

Le territoire de la France métropolitaine (549 190 km2) était réparti, en 2009, entre :
- Surface agricole utile (SAU) : 292 800 km2 (53,3 %), dont :
  - terres arables : 184 000 km2 (33,5 %), dont :
    - céréales : 94 460 km2 (17,1 % du total, 51 % des terres arables) ;
    - oléagineux : 22 430 km2 (4,0 % du total, 12 % des terres arables) ;
    - protéagineux : 2 060 km2 (0,3 % du total, 1 % des terres arables) ;
    - cultures fourragères : 47 000 km2 (8,0 % du total, 25 % des terres arables) ;
    - jachère : 7 010 km2 (1,2 % du total, 3,8 % des terres arables %) ;
    - cultures légumières : 3 880 km2 (0,8 % du total, 2 % des terres arables) ;
    - autres : 6 980 km2 ;

  - cultures permanentes : 108 800 km2 (19,8 %), dont :
    - superficie toujours en herbe : 99 100 km2 (18,1 %) ;
    - vignes et vergers : 9 700 km2 (1,8 %) ;
- autres surfaces :
  - territoire agricole non cultivé : 25 500 km2 (4,6 %) ;
  - peupleraies, bois et forêts : 155 700 km2 (28,3 %) ;
  - autres non utilisées (lacs, urbanisation, infrastructures…) : 75 190 km2 (13,7 %).

Les céréales, avec 51 % des terres arables, sont de loin la principale culture.
Les sols non-artificialisés se composent de : 37 % cultivés, 34 % boisés, 19 % en herbe, 6 % de landes, friches, maquis, garrigues et 4 % autres. Les territoires non agricoles représentent 9 % de la superficie totale du territoire métropolitain vers 2008. Ils occupent une surface de 31 % en Île-de-France, 17 % en Nord-Pas-de-Calais et 16 % en Martinique. Dans les autres régions, ils oscillent entre 4 % en Corse et 13 % en Alsace.
L'Insee distingue 411 régions agricoles en France métropolitaine formant des zones d'agriculture homogènes. On peut citer, par exemple, le bocage normand, angevin, limousin ou charolais ; les marais bretons ou marais poitevins ; la vallée du Rhône ou la plaine de Caen (agriculture et élevage avec vergers et prairies) ; les zones d'herbage à mouton tels les Grands Causses ; les champs ouverts, céréaliers (Champagne berrichonne, Champagne crayeuse, Beauce ou Vexin — parmi les régions agricoles les plus riches de France), etc.

## Consommation d'eau
La France est consommatrice d'eau (voir la différence entre consommation et prélèvement) pour l'irrigation, mais cela concerne surtout le sud-est et le sud-ouest (Languedoc-Roussillon, Midi-Pyrénées, Aquitaine, le Centre se situe juste après. Rhône-Alpes, Poitou-Charentes, Pays de la Loire et Alsace irriguent également), pour le reste la France est favorisée par son climat pour une agriculture pluviale. L'agriculture est par ailleurs le plus gros utilisateur d'eau et compte pour plus de la moitié des volumes prélevés; les prélèvements pour l’agriculture sont cependant concentrés sur la période estivale où ils représentent 70 % du total prélevé en eau douce sur cette période.
Alors que les quantités d'eau utilisée en industrie se sont stabilisés dans les années 1990, l'irrigation a continué de croitre. L'irrigation est saisonnière en France et arrive au moment où la ressource est plus rare et où d'autres secteurs comme le tourisme pèsent également sur la consommation. Les niveaux de prélèvements conduisent à des débits extrêmement faibles des cours d'eau (étiage) et à une détérioration des écosystèmes aquatiques. En 2016, 3,4 milliards de m3 d'eau douce ont été prélevés à des usages principalement agricoles. La moitié venait des eaux de surface, l'autre moitié des eaux souterraines. L'agriculture prélève autour de 2 % des ressources en eau douce renouvelable.
Le dérèglement climatique oblige à prévoir des changements importants dans les pratiques agricoles. Différentes adaptations sont mises en œuvre, entre autres des retenues de substitution, appelées aussi mégabassines, et qui suscitent des oppositions.

## Énergie et effets sur le climat

### Consommation d'énergie

Logo de ClimAgri

L'agriculture consomme de l'énergie (fuel des engins, chauffage ou réfrigération d'installations, énergie grise (50 à 60 % du bilan énergétique agricole) des intrants dont plastiques, engrais et pesticides.
En France en 2012, l'agriculture consommait 4,4 Mtep d’énergie en 2012, soit 2,8 % de la consommation d’énergie finale du pays. 27 % de cette énergie est consommée pour les grandes cultures (céréales, tournesol, colza, pois, etc.) sur un peu plus de 50 % de la surface agricole utile (SAU) et c'est la viticulture qui en consomme le plus (6 %) sur seulement 3 % de la SAU. EN 2012, environ 80 % de cette énergie était une énergie fossile (dont 8 % de gaz naturel). L'énergie représente de 12 à 20 % des charges variables. Les exploitations les plus consommatrices d’énergie sont les plus dépendantes aux variations de prix,. Des outils de diagnostic spécifique (ClimAgri, Dia'Terre) ont été conçus pour aider l'agriculture.
« La part des énergies renouvelables thermiques et de la valorisation de déchets reste modeste puisque celles-ci satisfont seulement 4 % des consommations agricoles d’énergie en 2011 ».

### Production d'énergie
Le secteur produit aussi de l'énergie : biomasse-énergie, modules photovoltaïques sur hangars, éolien ; agrocarburants de 1re génération et biogaz éventuellement transformé en biométhane, utilisé sur place ou injecté dans le réseau. En 2010, le Centre d'études et de prospective du ministère de l’agriculture a créé un groupe « Agriculture Énergie 2030 ». En 2012, la France était second producteur européen derrière l’Allemagne, avec 1,8 Mtep produits en 2012, soit environ 10,7 % de la production française d’énergie renouvelable (énergie primaire). Un plan énergie Méthanisation Autonomie Azote (EMAA) a été lancé le 29 mars 2013. En 2015, 50 000 exploitations agricoles ont produit 20 % des énergies renouvelables (dont 13 % du solaire[réf. souhaitée]) sur le territoire, pour un revenu correspondant à 2 % du chiffre d'affaires de la filière agricole.

### Émissions de gaz à effet de serre
Le secteur agricole est très émetteur de gaz à effet de serre (21 % des émissions de gaz à effet de serre en France ont une origine agricole et sylvicole ; protoxyde d’azote et méthane notamment), mais les prairies permanentes stockent du carbone. En restaurant la teneur des sols en matière organique, l'agriculture pourrait en partie compenser ses émissions de gaz à effet de serre (initiative 4 pour 1000).
« Entre 2007 et 2017, la quantité d’engrais azotés appliqués a augmenté en passant de 81,6 kg à 83,9 kg par hectare », relève le Réseau action climat. En France, les dépenses en engrais de synthèse représentent en 2019 en moyenne 25 % des consommations d’une ferme. Entre 1970 et 2002, le prix des engrais en Europe de l’Ouest a augmenté de 123 %.
Des chercheurs estiment que les pays développés devront réduire de 90 % leur consommation de viande pour préserver la planète et nourrir la population humaine mondiale d’ici 2050.

## Productions agricoles
| Valeur des productions agricoles                                 | Valeur des productions agricoles | Valeur des productions agricoles | Valeur des productions agricoles | Valeur des productions agricoles | Valeur des productions agricoles |
| ---------------------------------------------------------------- | -------------------------------- | -------------------------------- | -------------------------------- | -------------------------------- | -------------------------------- |
| Valeurs en milliards d'euros                                     | 1990                             | 2000                             | 2010                             | 2014                             | 2019                             |
| Production végétale                                              | 34,2                             | 31,5                             | 40,2                             | 42,7                             | 44,7                             |
| Céréales                                                         | 9,1                              | 6,7                              | 11,7                             | 11,0                             | 10,8                             |
| Oléagineux                                                       | 1,8                              | 1,0                              | 2,7                              | 2,5                              | 2,1                              |
| Fruits                                                           | 2,4                              | 2,4                              | 2,8                              | 2,7                              | 3,1                              |
| Légumes                                                          | 2,7                              | 3,0                              | 3,0                              | 2,8                              | 9,9                              |
| Vins                                                             | 9,0                              | 9,5                              | 9,6                              | 12,4                             | 12,0                             |
| Autres                                                           | 9,2                              | 8,9                              | 10,5                             | 11,3                             | 7,0                              |
| Production animale                                               | 23,4                             | 22,8                             | 22,9                             | 27,0                             | 26,5                             |
| Bovins                                                           | 7,7                              | 6,5                              | 6,5                              | 7,3                              | 6,8                              |
| Porcins                                                          | 2,9                              | 3,0                              | 2,8                              | 3,2                              | 3,5                              |
| Lait                                                             | 7,9                              | 8,0                              | 8,1                              | 10,2                             | 10,0                             |
| Produits avicoles                                                | 3,4                              | 4,0                              | 4,1                              | 4,8                              | 4,7                              |
| Autres                                                           | 1,5                              | 1,4                              | 1,3                              | 1,4                              | 1,4                              |
| Production de services                                           | 2,0                              | 3,0                              | 4,1                              | 4,7                              | 5,0                              |
| Subventions sur les produits                                     | 0,6                              | 6,6                              | 1,2                              | 1,1                              | 1,1                              |
| Production totale                                                | 60,2                             | 63,9                             | 68,4                             | 75,4                             | 77,3                             |
| Autres subventions                                               | 1,7                              | 1,6                              | 8,5                              | 8,0                              | 8,3                              |
| Total des ressources                                             | 61,8                             | 65,5                             | 76,9                             | 83,4                             | 85,6                             |
| Sources : Agreste, Insee - Comptes de l'agriculture - Base 2010, |                                  |                                  |                                  |                                  |                                  |

Globalement, les produits végétaux représentent la plus grosse part de la valeur de la production agricole française (57 % du total hors subventions directement liées aux produits). Parmi ces productions :
- l'ensemble « céréales » et « oléagineux » représente la plus grosse part : 13,5 milliards d'euros en 2014.
- l'ensemble des vins est en deuxième position, avec 12,4 milliards d'euros (parmi lesquels : 79 % pour les vins d'appellation).

La France a ainsi produit, en 2018 :
- 39,5 millions de tonnes de betterave sucrière (deuxième producteur mondial, seulement derrière la Russie), utilisée pour produire sucre et éthanol ;
- 35,8 millions de tonnes de blé (cinquième producteur mondial) ;
- 12,6 millions de tonnes de maïs (11e producteur mondial) ;
- 11,2 millions de tonnes d'orge (deuxième producteur mondial, derrière la Russie seulement) ;
- 7,8 millions de tonnes de pomme de terre (huitième producteur mondial) ;
- 6,2 millions de tonnes de raisin (cinquième producteur mondial) ;
- 4,9 millions de tonnes de colza (quatrième producteur mondial, derrière le Canada, la Chine et l'Inde) ;
- 2,2 millions de tonnes de canne à sucre ;
- 1,7 million de tonnes de pomme (neuvième producteur mondial) ;
- 1,3 million de tonnes de triticale (quatrième producteur mondial, seulement derrière la Pologne, l'Allemagne et la Biélorussie) ;
- 1,2 million de tonnes de tournesol (neuvième producteur mondial) ;
- 712 000 tonnes de tomates ;
- 660 000 tonnes de lin ;
- 615 000 tonnes de pois sec ;
- 535 000 tonnes de carotte ;
- 427 000 tonnes de avoine ;
- 400 000 tonnes de soja ;
- 326 000 tonnes de sorgho.

En plus de petites productions d'autres produits agricoles.
En 2021, la production repart à la hausse.
Dans l'ensemble des produits animaux :
- les produits laitiers forment la plus grosse part : 10,2 milliards d'euros (dont : 93 % liés au lait de vache)
- les bovins : 7,3 milliards d'euros
- les volailles 4,8 milliards d'euros

La production de services réalisée par les exploitants agricoles est en légère augmentation : mais, avec 4,7 milliards d'euros, elle ne représente encore que 5,6 % de la production totale (contre 4,5 % en 2000).

### Productions végétales
Les productions végétales représentent, en 2008, 37,8 milliards d'euros, soit 57 % du produit agricole français.
Les céréales et les vins constituent la moitié de cette valeur.

#### Grandes cultures
Parmi les grandes cultures, la sole la plus importante est consacrée aux céréales, et principalement le blé tendre, devant l'orge, le maïs, le blé dur, le triticale, l'avoine et le seigle.
La récolte totale de céréales s'est élevée à 70 millions de tonnes en 2009. La principale récolte est celle du blé tendre, environ 35 millions de tonnes par an (36,5 Mt en 2009, soit un rendement moyen de 74,1 quintaux par hectare), devant le maïs (15 Mt) et l'orge (13 Mt). La surface consacrée aux céréales est de 9,4 millions d'hectares.
Les oléagineux occupent, en 2009, 2,23 millions d'hectares, répartis environ aux deux tiers en colza (pour 5,5 Mt) et un tiers en tournesol (1,7 Mt). Les oléagineux ont vu leur surface augmenter, notamment grâce au débouché du biodiesel.
Les betteraves à sucre ont occupé, en 2009, 370 000 hectares, soit 33,146 Mt compte tenu d'un rendement à l'hectare de 89,6 tonnes (à 19,5 % de sucre).
La France est également 1er producteur mondial de lin, avec 56 600 ha en 2009, principalement sur le pourtour de la Manche.
La France est également 1er producteur mondial de chanvre, avec 87 200 tonnes produites en 2017 (80% de la production mondiale), sur 12 300 ha.
Les protéagineux, en forte baisse depuis 1993 (205 000 ha), les pommes de terre (452 000 ha) et le maïs-fourrage (1,434 Mha) constituent le solde du total des grandes cultures.
À partir du 25 avril 2023, l'utilisation de la phosphine, un insecticide, sera interdite en France pour traiter les cargaisons de céréales dans les cales des bateaux. En conséquence de cette décision, la France ne pourra plus, selon Le Figaro, exporter sa production céréalière en dehors d'Europe, car la fumigation de ce produit est obligatoire dans de nombreux pays clients de l'Hexagone, à commencer par l'Afrique du nord, pour pouvoir débarquer la marchandise. Elle permet, en effet, d'empêcher la propagation d'insectes d'un pays à l'autre. Cette décision devrait concerner 11,5 millions de tonnes de céréales. Cette décision a été prise fin octobre 2022 par l'Agence nationale de sécurité sanitaire alimentaire française (Anses) qui a renouvelé l'autorisation de mise sur le marché du produit sauf au « contact direct avec les céréales ». Le règlement européen autorise, lui, l'utilisation de phosphine,.

##### Blé
| Blé (en millions de tonnes)        |       |
| France                             | 37,5  |
| Allemagne                          | 27,7  |
| Royaume-Uni                        | 16,6  |
| Pologne                            | 11,6  |
| Ensemble UE                        | 149,4 |
| Sources : Eurostat (2014), Agreste |       |

Au niveau mondial, le blé représente environ 25 % de la production de céréales, et 45 % du commerce international de céréales. En 2014, pour le blé, l'Union Européenne représente 20 % de la production mondiale, et la France représente 25 % du blé européen. Le blé est surtout cultivé dans le Centre et le Nord de la France,,,,,.

##### Maïs
| Maïs (en millions de tonnes)       |      |
| France                             | 18,5 |
| Roumanie                           | 11,5 |
| Italie                             | 8,3  |
| Hongrie                            | 9,2  |
| Ensemble UE                        | 76,4 |
| Sources : Eurostat (2014), Agreste |      |

La production mondiale de maïs est dominée par les États-Unis (37 %) et la Chine (22 %). Ensuite viennent le Brésil (8 %). L'union Européenne n'est qu'en quatrième position (avec 7 %). Le maïs représente environ 38 % de la production mondiale de céréales, et 35 % des échanges internationaux,,,,,.
En 2014, la France a produit 24 % du maïs produit dans l'Union Européenne. Ce maïs est en partie exporté ; il est surtout destiné à l'alimentation animale. Le maïs est surtout cultivé dans la moitié Sud de la France, en situation irriguée,,,,,.

##### Orge
| Orge (en millions de tonnes)       |      |
| France                             | 11,8 |
| Allemagne                          | 11,6 |
| Royaume-Uni                        | 7,0  |
| Espagne                            | 6,9  |
| Ensemble UE                        | 60,8 |
| Sources : Eurostat (2014), Agreste |      |

En 2014, la France a produit 19 % de l'orge produite dans l'Union Européenne. La production française a augmenté de près de 20 % depuis l'année 2000, alors que celle du Royaume-Uni stagne, et celles de l'Allemagne et surtout de l'Espagne ont diminué,,,,,.
Avec 1,8 million d'hectares cultivés, l'orge représente la troisième production végétale, principalement destinée à la consommation animale. L'orge est surtout cultivée dans le Nord-Est de la France,,,,,.

##### Oléoprotéagineux
On regroupe souvent sous le terme d'« oléoprotéagineux » les plantes suivantes :
- les oléagineux, à partir desquels on produit de l'huile :
  - colza, dans le Nord et l'Est de la France : avec 1 700 000 ha environ, stable depuis 2010 ; mais on a compté seulement 600 000 en 1993. Actuellement[Quand ?], le colza représente environ les 3/4 de la production d'huiles végétales, en France.
  - tournesol, dans le Sud-Ouest : avec 660 000 ha environ, stable depuis 2010 ; mais on a compté jusqu'à 1 100 000 ha en 1990.
- les protéagineux, qui contiennent des matières protéiques recherchées pour l'alimentation animale ; les surfaces emblavées varient fortement selon le niveau des aides accordées par la Politique Agricole Commune :
  - pois protéagineux : avec 140 000 ha en 2014, contre 700 000 ha en 1990
  - soja, dans le Sud : avec 76 000 ha en 2014 contre 50 000 ha en 2010[61],[62],[63],[64],[65],[66]

Concernant les huiles, l'équilibre production / utilisation intérieure est souvent assuré. Par contre, concernant les produits protéiques, l'utilisation est de plus du double de la production (surtout du fait de l'alimentation animale). D'où l'importance des aides spécifiques de la Politique Agricole Commune,,,,,.
Les écarts de capacité de production de graines oléoprotéagineuses sont très importants :
- La France produit environ 8 millions de tonnes (Mt),
- l'Union Européenne à 28 : un total de 34 Mt,
- le Monde : plus de 500 Mt (sans compter l'huile de palme)[61],[62],[63],[64],[65],[66]

##### Pommes de terre
La culture de pommes de terre représente en 2014 environ 170 000 ha, produisant environ 8 millions de tonnes (Mt) de pommes de terre : dont 80 % de tubercules de consommation. Avec 2,6 Mt exportées et 2,0 Mt importées, les prix de marché sont sensibles aux conditions climatiques,,,,,.

##### Cultures légumières
| Légumes (Production en milliers de tonnes) | 2000 | 2014 |
| tomate                                     | 840  | 786  |
| carotte                                    | 678  | 545  |
| maïs doux                                  | 454  | 404  |
| salade                                     | 509  | 398  |
| haricot vert                               | 464  | 287  |
| oignon                                     | 464  | 377  |
| chou-fleur                                 | 388  | 307  |
| melon                                      | 287  | 252  |
| chou (sauf chou-fleur)                     | 243  | 228  |
| endive (chicon)                            | 245  | 168  |
| petit pois                                 | 245  | 186  |
| autres légumes frais                       | 1351 | 1472 |
| Ensemble                                   | 6165 | 5410 |
| Sources : Eurostat (2014), Agreste         |      |      |

L'ensemble des surfaces cultivées (cultures de plein champ, maraîchage, serres) représentent 388 000 hectares. La production française de légumes frais s'est élevée à 5,5 millions de tonnes en 2009, ce qui fait de la France le 3e producteur de l'Union européenne, assez loin cependant derrière l'Italie et l'Espagne; elle est en passe d'être rattrapée par les Pays-Bas et la Pologne. La principale culture est celle de la carotte, avec 594 000 tonnes, devant la tomate. Les superficies sous serre diminuent depuis 2007, à 7 500 ha en 2009. On constate une lente érosion de la production de légumes en France depuis le début de la décennie 2010, date à laquelle la France comptait 30 900 exploitations légumières. À cette diminution des quantités produites, s'ajoute une baisse des prix,,,,,.
De fait, on observe une diminution de 16 % de la valeur de la production :
- la moyenne « 2000 » : 3,7 milliards d'euros,
- et la moyenne « 2010 » : 3,1 milliards d'euros[62],[63],[64],[65],[61],[66].

En mai 2019 des centaines de tonnes de tomates sont détruites chaque semaine. Les prix pratiqués par les entreprises de la grande distribution seraient trop élevés, dissuadant les potentiels acheteurs, et les importations trop importantes, provoquant une saturation du marché.

##### Cultures fruitières
| Fruits (Surface en milliers d'ha)  | 2000  | 2014  |
| pommier                            | 53,0  | 37,6  |
| noyer                              | 14,6  | 19,7  |
| prunier                            | 19,1  | 15,8  |
| abricotier                         | 15,0  | 12,3  |
| pêcher                             | 22,1  | 10,4  |
| cerisier                           | 12,1  | 8,2   |
| poirier                            | 11,0  | 5,5   |
| autres arbres fruitiers            | 48,3  | 54,8  |
| Total verger                       | 195,1 | 164,2 |
|                                    |       |       |
| Raisin de table                    | 9,1   | 5,3   |
| Fraise                             | 4,0   | 3,2   |
| Banane                             | 15,1  | 10,2  |
| Ananas                             | 0,9   | 1,3   |
| Sources : Eurostat (2014), Agreste |       |       |

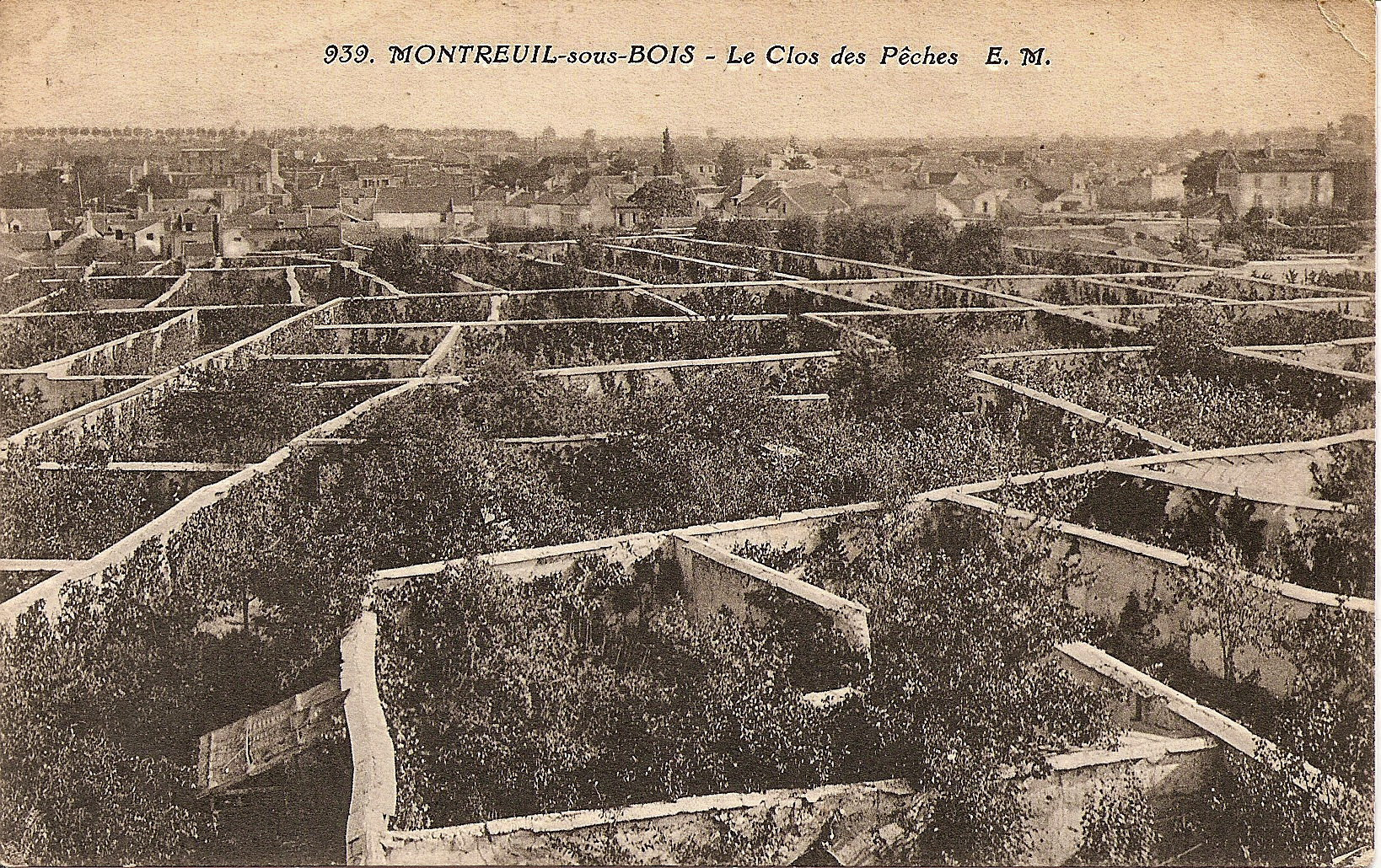
Murs à pêches à Montreuil-sous-Bois, début du XXe siècle.

La production de fruits de table s'est élevée en 2009 à 2,797 millions de tonnes, dont plus de la moitié de pommes, dont la France est le premier exportateur mondial. Comme pour les légumes, la France se classe assez loin derrière l'Italie et l'Espagne. Les autres productions notables sont les pêches et nectarines, les abricots, les poires.
Presque toutes les espèces d'arbres fruitiers reculent :
- poiriers, pruniers, pêchers sont en voie de disparition dans les régions où ils avaient été cantonnés par l'évolution des prix et des échanges à longue distance
- les pommiers aussi, malgré leur résistance dans certaines régions périphériques
- le raisin de table recule aussi fortement[62],[63],[64],[65],[61],[66]

Les seules espèces qui progressent, dans la catégorie « autres arbres fruitiers » sont : les noisetiers, et les pommiers à cidre. La consommation nationale de fruits, en augmentation, est satisfaite par des importations de fruits exotiques d'une part, et de fruits tempérés produits en Europe du Sud (Espagne surtout), et en Afrique du Nord,,,,,.
La pomme de table recule : la France est en cinquième position au sein de l'Union Européenne. Mais ce fruit reste un élément important de régulation du déficit des échanges : malgré la forte concurrence extracommunautaire (Chine, États-Unis, Turquie) et intracommunautaire (Allemagne), la pomme représente 35 % de la valeur des exportations françaises de fruits. La banane (surtout produite en Guadeloupe et Martinique) représente aussi une part notable (17 %) de ces exportations,,,,,.

#### Viticulture
| Vins (production en millions d'hl) |     |
| France                             | 47  |
| Italie                             | 45  |
| Espagne                            | 42  |
| UE à 28                            | 164 |
| Monde                              | 279 |
| Sources : Eurostat (2014), Agreste |     |

Les principaux vignobles de France.

En matière de production de vins, la France dispute la première place mondiale avec l'Italie ou l'Espagne, selon les années.
Les exportations se font surtout en direction de l'Union Européenne (Allemagne, Royaume-Uni, Belgique). Hors de l'UE, les principaux clients sont la Chine, les États-Unis, le Japon. À l'export, le Champagne ne représente que 4 % des volumes, mais 30 % des montants,,,,,. Plus du tiers de la production française est écoulée à l'export pour près de 6 milliards d'euros.
La viticulture française est encore en 2004 une économie essentiellement basée sur des exploitations familiales.
La production de vin s'est élevée à 53,2 millions d'hectolitres en 2005, soit une baisse de 10 % par rapport à 2004.
Cette production se répartit en :
- vins d'appellation (VQRDP) : 23,7,
- vins de pays : 14,3,
- vins pour la production de cognac : 9,2,
- autres vins : 6,0.

Les vins sous AOP (Appellation d'Origine Protégée) hors eaux-de-vie représentent 49 % de la production française, les vins IGP (Indication Géographique Protégée) : 28 %, le reste (23 %) étant constitué par des vins pour eaux-de-vie, et des vins sans IG (Indication Géographique),,,,,.
Malgré une consommation en baisse de 1 % à 2 % chaque année, les prix progressent régulièrement, grâce aux exportations. Le prix des vins de table (ni vins d'appellation, ni vins de pays) progresse depuis 2005 plus vite que celui des vins AOP, IGP ou IG,,,,,.
L'activité viticole couvre une grande pauvreté. La journaliste Ixchel Delaporte, auteure d'une enquête sur « la face cachée des châteaux bordelais », souligne que « les points les plus élevés de chômage et d’allocataires du RSA se fondent avec nos meilleurs vignobles, et s’étendent sur un rayon d’une soixantaine de kilomètres à la ronde autour de ces îlots de richesse ». Peu d’endroits en France présenteraient un tel contraste dans la distribution des revenus et une telle polarisation sociale. « La locomotive des grands crus est partie toute seule. Les autres sont restés sur le bord de la route », selon Segundo Cimbron, ancien maire communiste de Saint-Yzans-de-Médoc. En 2014, La Revue du vin de France expliquait que l’opulence de châteaux tels que Margaux, Latour ou Lafite Rothschild, propriétés d’industriels et de puissants financiers, masquait une réalité sociale épouvantable.
Les ouvriers agricoles connaissent des conditions de travail pénibles : temps partiels, faibles salaires, pénibilité des conditions de travail, absence de moyens de transport. « Nous voyons en effet, plus qu’ailleurs en France, des salariés abîmés par le travail. Les troubles musculosquelettiques sont légion. Le travail à la vigne est très pénible », note la Mutuelle sociale agricole (MSA). La question des cancers provoqués par l’emploi intensif de produits phytosanitaires synthétiques dans la vigne reste assez controversée.

#### Semences
Pour pour avoir des explications détaillées, voir Semence (agriculture)#Économie en France.
Historiquement la France est un important pays producteur et exportateur de semences. Ces dernières années elle est le premier pays producteur de semences en Europe. Elle est aussi le premier pays exportateur mondial de semences pour un montant de plus de un milliard d'euros, devant les États-Unis, l'Allemagne et les Pays-Bas. Avec un tel montant, la filière française des semences et plants participe à hauteur de 32% au solde commercial du commerce extérieur pour l'ensemble des produits de la culture et de l’élevage,.

### Productions animales
En 2008, les productions animales ont contribué à 43 % au produit brut agricole français, soit 25,7 milliards d'euros, principalement dans le secteur du lait (8,9 milliards), de la viande bovine (8 milliards), porcine (3,2 milliards) et des volailles (3,4 milliards).

#### Élevage bovin
| Pays                        | 2014 | 2019 |
| --------------------------- | ---- | ---- |
| France                      | 19,3 | 18,2 |
| Allemagne                   | 12,7 | 11,6 |
| Royaume-Uni                 | 9,7  | 9,5  |
| Espagne                     | 6,1  | 6,6  |
| Irlande                     | 6,2  | 6,6  |
| Italie                      | 6,1  | 6,4  |
| Sources : Eurostat, Agreste |      |      |

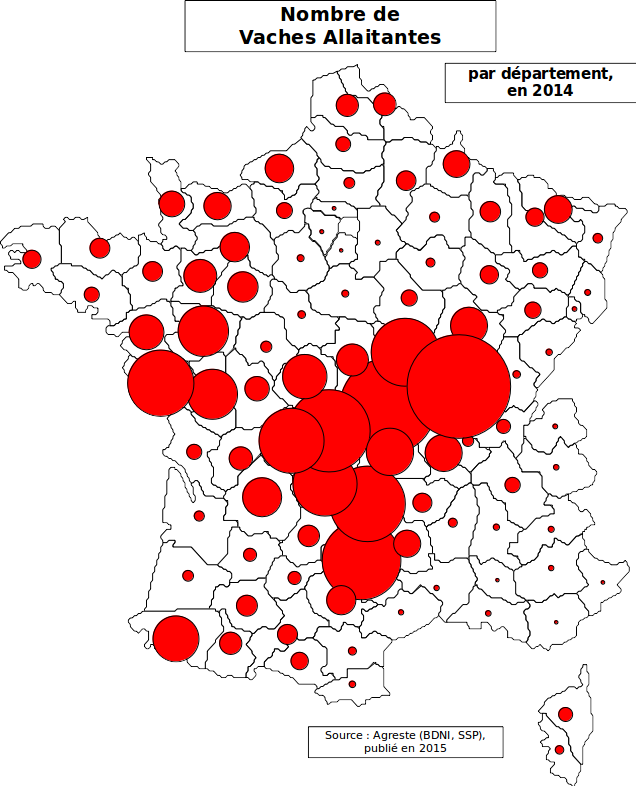
L'élevage de reproductrices bovin viande est surtout cantonné dans les zones de piémont ou de moyenne montagne

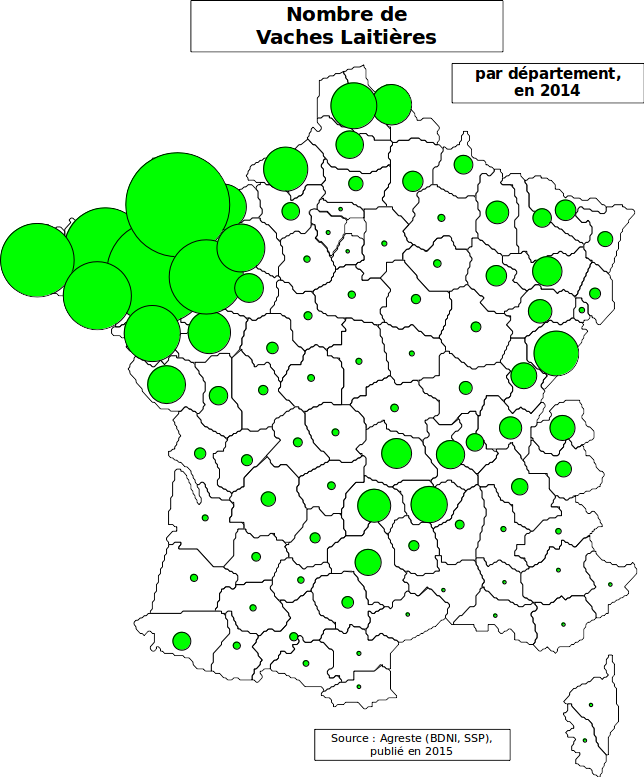
La concentration laitière s'accentue

La France exploite le premier cheptel bovin de l'Union Européenne avec 19,4 millions de bovins en 2008. Le nombre total de bovins était en 2014 à peu près le même qu'en 2000,,,,,.
La production de viande bovine s'est établie, en 2008, à 1,44 million de tonnes (équivalent-carcasse).
Parmi les femelles reproductrices, on compte 53 % de vaches « nourrices » : elles sont élevées pour leur viande, et pour produire des veaux. Le nombre de ces vaches a baissé de 28 % en 14 ans. La taille des ateliers est passée de 26 à 32 vaches sur la période,,,,,. Les zones d'élevage allaitant (bovins viande) sont principalement le Massif central et le Morvan, la Vendée, la Basse-Normandie, le Limousin.
Le nombre de vaches laitières a peu diminué sur la période (-1 % par an) : la taille moyenne des ateliers laitiers est passé de 33 vaches à 40 vaches en 14 ans. Toutefois, ces moyennes cachent des évolutions différentes selon les régions : on observe des concentrations régionales de la production laitière : Bretagne / Normandie / Nord / Picardie,,,,,.
Près de deux millions de veaux sont abattus chaque année en France, dont la plus grande partie provient du cheptel de vaches laitières.
La France a exporté en 2018 plus de 247 000 veaux nourrissons, principalement à destination de l’Espagne où ils seront engraissés.

#### Production laitière
| Pays                        | 2014 | 2019 |
| --------------------------- | ---- | ---- |
| Allemagne                   | 31,4 | 32,4 |
| France                      | 25,3 | 24,7 |
| Royaume Uni                 | 14,8 | 15,4 |
| Pays-Bas                    | 12,5 | 13,8 |
| Pologne                     | 10,6 | 12,2 |
| Italie                      | 10,2 | 12,1 |
| Sources : Eurostat, Agreste |      |      |

En 2007, la France a importé 4,4 millions de tonnes de produits laitiers, notamment du beurre, de la crème (produit laitier) et du lait concentré sucré, principalement issus de l'Union européenne. Parallèlement, elle a exporté 9,2 millions de tonnes de produits laitiers, principalement du lait pasteurisé (Espagne et Italie), du fromage (monde entier), et des yaourts (Espagne et Union Européenne).
La France est le deuxième producteur européen de lait de vache, derrière l'Allemagne. La collecte de lait dans l'Union Européenne a augmenté de 12 % entre 2009 et 2014 ; les trois plus gros producteurs sont responsables de plus de 60 % de cette augmentation. Compte tenu des perturbations sur les marchés internationaux, les industries laitières n'ont pas augmenté leur production de fromages ; elles ont augmenté les quantités de poudre de lait et de MGLA (matière grasse laitière anhydre),,,,,.

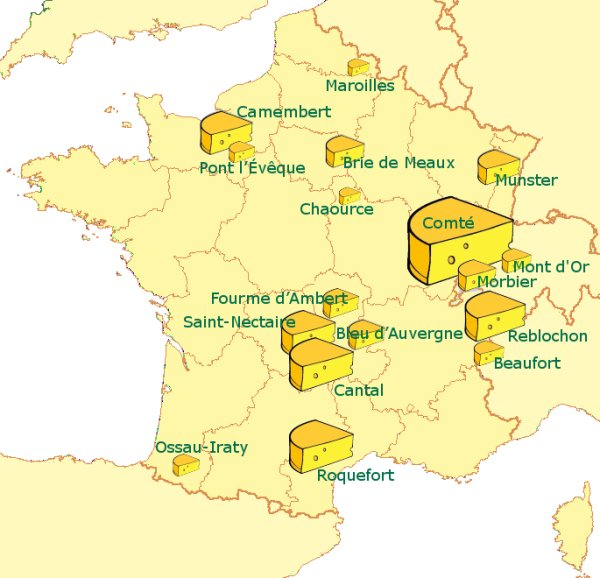
Les principaux fromages AOC en France

Depuis 1984, des quotas laitiers ont été instaurés dans le cadre de la PAC afin d'éviter la surproduction et la baisse des prix. Le stockage public n'étant plus financé depuis 2010 pour le beurre et depuis 2012 pour le lait en poudre, les prix ont à nouveau baissé fin 2014, et sont devenus volatils. La transformation du lait produit en France est surtout orientée vers la fabrication de fromages (en particulier à pâte cuite, en grande partie exportés). La consommation intérieure ne peut assurer l'écoulement de la production,,,,,.
La production de lait de vache est devenue très concentrée : les éleveurs des régions Bretagne, Normandie et Pays de Loire fournissent 48 % du total collecté en 2014. La collecte laitière recule presque partout ailleurs. La production de lait de chèvre et de brebis ne représente que 2 % de celle du lait de vache. Les zones concernées par ces productions sont aussi très localisées : Poitou-Charentes pour le lait de chèvre, et essentiellement Midi-Pyrénées pour le lait de brebis,,,,,.
En 2004, il restait 103 922 exploitations laitières en France (contre 148 247 en 1995, soit une baisse de 30 % en dix ans). La référence moyenne de production était de 218 529 litres par an (contre 152 170 en 1995, soit 43,6 % de plus) [réf. nécessaire]. Cette référence moyenne, du fait de l'augmentation de la taille des exploitations, augmente d'environ 9 000 litres par an. 200 000 litres de production annuelle correspondent environ à la production intensifiée d'une troupe de 25 laitières (seule la race prim'Holstein peut assurer un tel rendement)[réf. nécessaire].
La production laitière pourrait être de plus en plus fortement soumise à la pression du réchauffement climatique. Ainsi, durant la période de grande chaleur la fin du printemps et de l’été 2018, la production de lait a parfois chuté de plus de 25 % dans certaines régions.

#### Élevage porcin
| Pays                        | 2014 | 2019 |
| --------------------------- | ---- | ---- |
| Espagne                     | 26,6 | 31,2 |
| Allemagne                   | 28,3 | 26,1 |
| France                      | 13,3 | 13,5 |
| Danemark                    | 12,7 | 12,7 |
| Pays-Bas                    | 12,1 | 11,9 |
| Pologne                     | 11,3 | 11,2 |
| Sources : Eurostat, Agreste |      |      |

La France est un petit producteur de porcins à l'échelle européenne, avec un cheptel représentant moins de la moitié de celui de chacun des deux leaders (Espagne et Allemagne),,,,,. La France avait ainsi un cheptel de 26 millions de têtes en 2008.
Le nombre de porcins a assez peu diminué entre 2000 et 2014 (-1 % par an). Mais le nombre d'élevages de porcs a fortement chuté en 14 ans : il est passé de 67 000 à 20 000 exploitations (soit -8 % par an). Les élevages de moins de 1 000 porcins ont fortement régressé en nombre. Les producteurs de Bretagne possèdent 56 % du cheptel français de porcs,,,,,.
En 2019, on compte près de 1 million de truies reproductrices en France. Chacune d’elles devrait donner naissance à 65 petits, castrés à vif quelques jours plus tard. Quelque 23 millions de porcs sont destinés à l’abattoir chaque année.

#### Élevage ovin
| Pays                        | 2014 | 2019 |
| --------------------------- | ---- | ---- |
| Royaume-Uni                 | 23,0 | 22,8 |
| Espagne                     | 15,4 | 15,5 |
| Roumanie                    | 9,5  | 10,4 |
| Grèce                       | 9,1  | 8,4  |
| France                      | 7,2  | 7,1  |
| Italie                      | 7,2  | 7,0  |
| Sources : Eurostat, Agreste |      |      |

Le cheptel ovin français est composé d'un peu plus de 4 millions de brebis. Une partie de ce cheptel est destinée à la production de viande et le reste du cheptel est destiné à la production laitière notamment pour la fabrication du roquefort de ce fait, le département de l'Aveyron à lui seul rassemble plus d'un million d'ovins.
En France, l'élevage de brebis est en net recul depuis plusieurs décennies. La production française poursuit sa baisse, et devient très faible au niveau européen. Les bassins de production se concentrent dans un nombre limité de régions,,,,,.
Sur la période 2000-2014, le nombre de brebis a très fortement diminué : -2,3 % par an en moyenne, avec une baisse plus forte pour les brebis nourrices. L'effectif des brebis laitières stagne : elles représentent maintenant 27 % du nombre total des brebis ; mais leur élevage est très localisé. La majeure partie (80 %) du cheptel ovin est situé au sud d'une ligne qui irait du Limousin aux Alpes,,,,,.

#### Élevage caprin
| Cheptel caprin (millions de têtes) |     |
| Grèce                              | 4,3 |
| Espagne                            | 2,7 |
| Roumanie                           | 1,4 |
| France                             | 1,3 |
| Italie                             | 0,9 |
| Pays-Bas                           | 0,4 |
| Sources : Eurostat (2014), Agreste |     |

Le cheptel de chèvres élevées en France représente à peine plus de 10 % du cheptel européen : la France occupe la quatrième place dans l'Union Européenne,,,,,.
En nombre de chèvres, cette production se maintient sur la période 2000-2014 ; par contre, avec 11 000 exploitations en 2014, le nombre d'éleveurs de chèvres a chuté de 60 % en 14 ans,,,,,.

#### Aviculture
Environ 800 millions de poulets sont abattus chaque année en France. Un chiffre en augmentation du fait de la hausse de la consommation de viande de volaille (+ 6,7% en 2018 par rapport à 2017).
La filière avicole française est constituée principalement de deux secteurs : poulets de chair, et œufs de consommation. La filière est très concentrée du côté de la production :
- concentration géographique (55 % pour l'ensemble Bretagne et Pays-de-Loire, 6 % pour l'Aquitaine)
- concentration des ateliers de production : 2/3 des effectifs de poulets de chair dans des ateliers de plus de 20 000 poulets, 2/3 des poules pondeuses dans des ateliers de plus de 50 000 poules.

En volailles de chair, les exportations ne représentent que 13 % de la production, plus de la moitié de ces exportations sont à destination du marché extracommunautaire ; l'équilibre n'est obtenu que si la consommation intérieure reste soutenue,,,,,.
Il est à noter que chaque année en France, 50 millions de poussins mâles, ne pouvant pondre d'œufs, sont tués par broyage, gazage ou étouffement.
Les autres productions avicoles sont :
- les dindes : 20 % du volume total de la filière en 2014, mais en forte diminution à long terme (-52 % entre 2000 et 2014) ;
- les canards : ils se maintiennent à long terme, mais ne représentent que 12 % des volumes ;
- les pintades (2 %) et les oies (moins de 1 %)
- le foie gras (de canard) : sur un secteur très particulier, il représente environ 400 millions d'euros de chiffre d'affaires au niveau sortie de salle de découpe. Il concerne surtout Aquitaine, Midi-Pyrénées et Pays-de-Loire. C'est un secteur économiquement intéressant, mais production et consommation sont en équilibre depuis 2005 : les importations équilibrent aussi les importations[62],[72],[61],[66],[73],[74].

Dans tous les cas, l'équilibre économique du secteur avicole dépend du prix des aliments, et donc : du prix des céréales, et du prix du soja sur les marchés internationaux,,,,,. La canicule peut avoir des effets dévastateurs sur les poulets d'élevage.
D'après Paris Match, les poulets français sont élevés dans des conditions déplorables : « Des bâtiments sans fenêtre, une lumière artificielle, des volailles entassées au sol les unes contre les autres, à perte de vue. Litière crasseuse, des cadavres. Sélectionnés génétiquement pour grossir vite, certains poulets ont le ventre et les pattes si déformées qu’ils ne peuvent plus se tenir debout. D’autres, déplumés, écorchés, agonisent, étouffés par la puanteur de l’ammoniac ou meurent de soif parce qu’ils n’arrivent pas à atteindre les abreuvoirs ».
Mais ce réquisitoire ne reflète pas la réalité de la filière qui s'est engagée dans une démarche de qualité et d'amélioration des conditions d'élevage. La France a le taux d'élevage en plein air le plus élevé en Europe autour de 20 %. Les filières biologiques ou labellisées représentent le quart de la production. Mais 46 % des poulets consommés en France sont importés souvent à bas coûts avec des normes moins strictes. C'est pourquoi des efforts sont faits pour soutenir la diversité de l'aviculture française et informer le grand public,.

#### Élevage lapin (cuniculture)
La France est le 2e producteur européen de viande de lapin avec 54 000 tonnes produits en 2015. En 2016, les français en ont consommé en moyenne 750 g.
Il existe deux types d'activité dans l'élevage de lapins destinés à la consommation de leur viande : le naissage, où les lapines se reproduisent, et l'engraissement, où les lapins grandissent avant d'être envoyés à l'abattoir. La plupart des élevages sont à la fois naisseurs et engraisseurs, et sont constitués d'unités de plusieurs centaines de lapines. Le cycle de vie d'un lapin en élevage standard (99% des élevages français) est le suivant : les lapines deviennent matures sexuellement à l'âge de 5-6 mois, elles sont alors mises à la reproduction par insémination artificielle ; la gestation et l'allaitement durent environ 1 mois chacun. Les femelles peuvent continuer à mettre bas pendant 4 ans. Elles ont en moyenne 7 à 9 portées de 1 à 12 lapereaux par an. Les lapins sont envoyés à l'abattoir au poids d’environ 2,4 kg, ce qui correspond à un âge de 70 jours environ.
Initialement, l'élevage traditionnel était développé dans des clapiers, généralement en bois, ou dans des parcs au sol. Ces derniers n'étaient cependant pas optimums quant aux risques sanitaires. Aujourd'hui, les lapins sont logés dans des cages à sol grillagé permettant d'évacuer facilement urine et excréments, ce qui limite les infections. Différents dispositifs peuvent être utilisés pour améliorer le bien-être, par exemple l'utilisation de cages aménagées plus hautes et équipées d'une mezzanine permettant notamment à la lapine de s'isoler, ainsi que d'un repose-pattes offrant un meilleur confort. Afin de pouvoir réaliser les comportements propres à leur espèce, les femelles sont isolées dans des cages individuelles avant la naissance des lapereaux, elles peuvent alors aménager leur nid à l'aide de copeaux de bois.

L'Institut français d'opinion publique (IFOP) déconseille en 2018 de « sortir les consommateurs de leur ignorance quant aux conditions d’élevage », estimant que la présentation d'images issues d'élevages professionnels nuit à la vente de viande de lapin. Il recommande de s'affranchir, sur l'emballage du produit, de précisions concernant le mode d'élevage des lapins.

## Sylviculture
Les données proviennent de l'Inventaire forestier national, 2010 (IFN)
La forêt représente 161 000 km2 du territoire français, soit un taux de boisement de 29,2 % (surface des forêts rapportée au territoire national). Ce taux de boisement a sensiblement augmenté depuis le XIXe siècle grâce à d'importants efforts de reboisement. Cela a été possible, malgré l'industrialisation et l'urbanisation et le développement des infrastructures, par l'intensification de l'agriculture et l'abandon de la traction hippomobile, qui ont contribué à libérer des surfaces importantes de terres cultivées.
75 % de cette surface relèvent de la propriété privée, et 10 % sont des forêts domaniales, propriété de l'État. Le reste relève des collectivités locales, principalement des communes mais aussi des départements et des régions. Ces forêts publiques sont gérées par l'Office national des forêts.
Le volume total de bois pour la France est estimé à 2 403 millions de m3. Les conifères représentent environ 40 % du total, dont épicea commun (20 %), sapin blanc (28 %), pin sylvestre (18 %). Parmi les feuillus (60 %), les principales essences sont le chêne rouvre (32 %), le hêtre (33 %) et le chêne pédonculé (10 %).
La forêt a fortement souffert de la tempête des 26 et 27 décembre 1999. Sur l’ensemble de la France, on estime à 6,9 % la superficie boisée endommagée. La tempête Klaus a pour elle seule abattu 43,1 millions de m3 de bois, soit 14 % du bois dans les zones concernées.
La filière bois-forêt représente 425 000 emplois en France, répartis sur 60 000 entreprises, dont 40 000 emplois pour le secteur bois énergie,.
En France, l'exploitation du bois et des forêts suit un modèle d'économie circulaire afin de valoriser tous les éléments des arbres[Comment ?][réf. incomplète].

## Pêche
La France pêche annuellement 643 000 tonnes de poissons (2003), ce qui la place au 3e rang dans l'Union européenne derrière le Danemark (1 031 000 t) et l'Espagne (897 000 t), et juste devant le Royaume-Uni (641 000 t).
En valeur, ce volume de capture représente 1,144 milliard d'euros (2003).
La flotte de pêche française comptait 7 880 bateaux fin 2004, soit 9 % de la flotte totale de l'Union européenne. Sur ce total, 5412 bateaux sont en France métropolitaine et 2 468 dans les départements d'outremer.